# オーレー
オーレー（Auray、ブルトン語:An Alre）は、フランス、ブルターニュ地域圏、モルビアン県のコミューン。オーレとも表記される。2006年春、フランス文化・通信省から「芸術と歴史の街」の称号を授与された。

## 歴史
- 1364年9月 - ブルターニュ継承戦争の戦いのひとつ、オーレの戦いが起こる
- 1632年 - リシュリュー枢機卿の政策により、アカディアにあるポール・ロワイヤル征服のため、水夫たちがオーレーのサン＝グスタン港を出発した。
- 1776年 - アメリカ独立戦争初期、フランス王ルイ16世に拝謁するためパリへ向かうベンジャミン・フランクリンがサン＝グスタン港へ上陸した。
- 第二次世界大戦中は軍事的な要地とされ、海岸部に多くのトーチカ（ブンカー）が建設された。

## 見どころ
- サン＝グスタン港
- サン＝ジルダ教会 - 17世紀建設。フランス文化財（en）に指定されている。
- サン＝テスプリ教会 - モンペリエの聖霊騎士団（en）が建設。フランス文化財に指定されている。
- サン＝グスタン橋 - 13世紀に最初の橋が架けられた。現在のものは15世紀に再建されたため、別名ポン・ヌフ（新橋）という。

## その他
- ツール・ド・フランス2008では、大会2日目のスタート地点となった。

## 姉妹都市
- ユセル、フランス
- ウッティング・アム・アンマーゼー、ドイツ

## ギャラリー

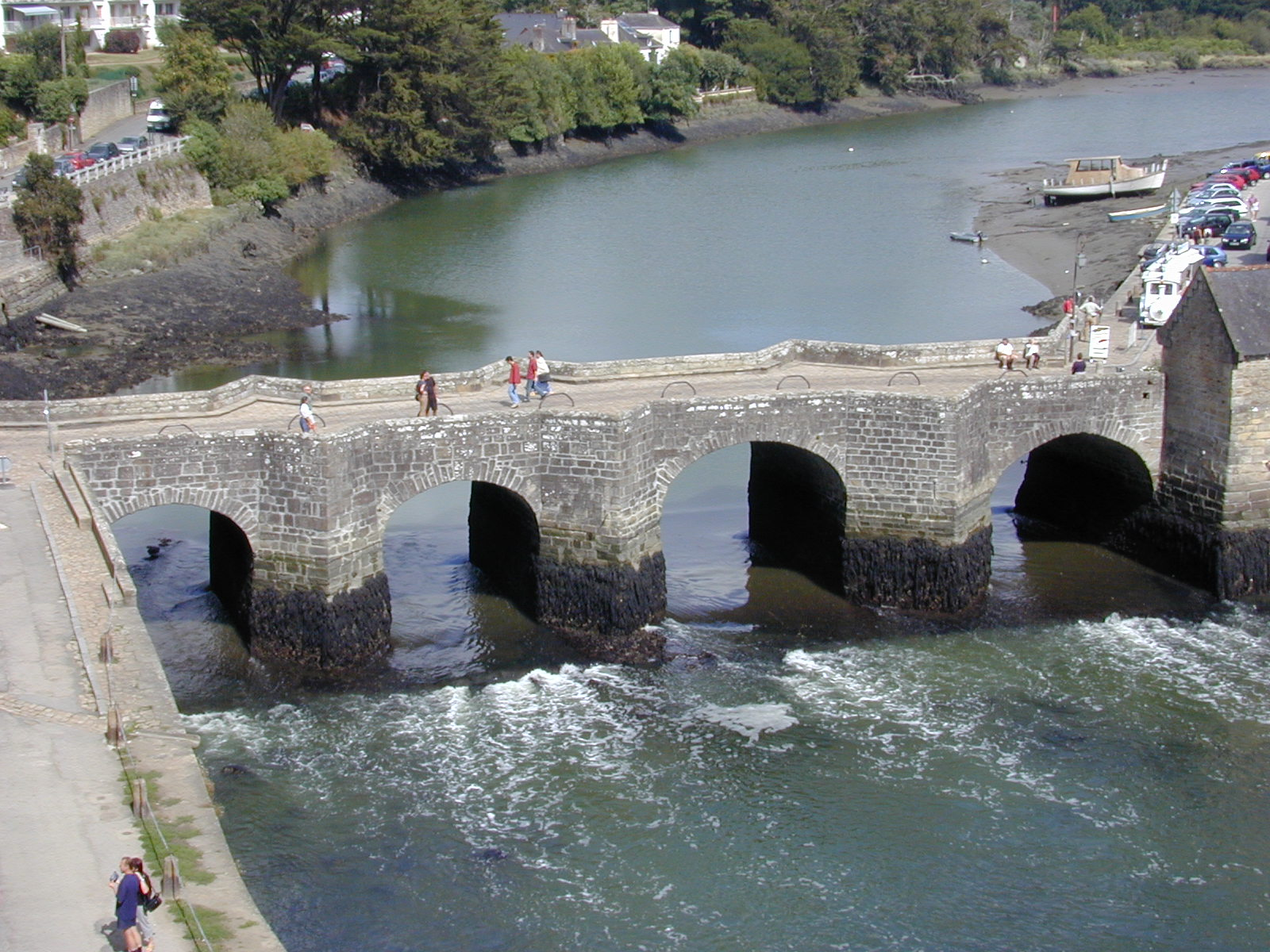
サン＝グスタン橋
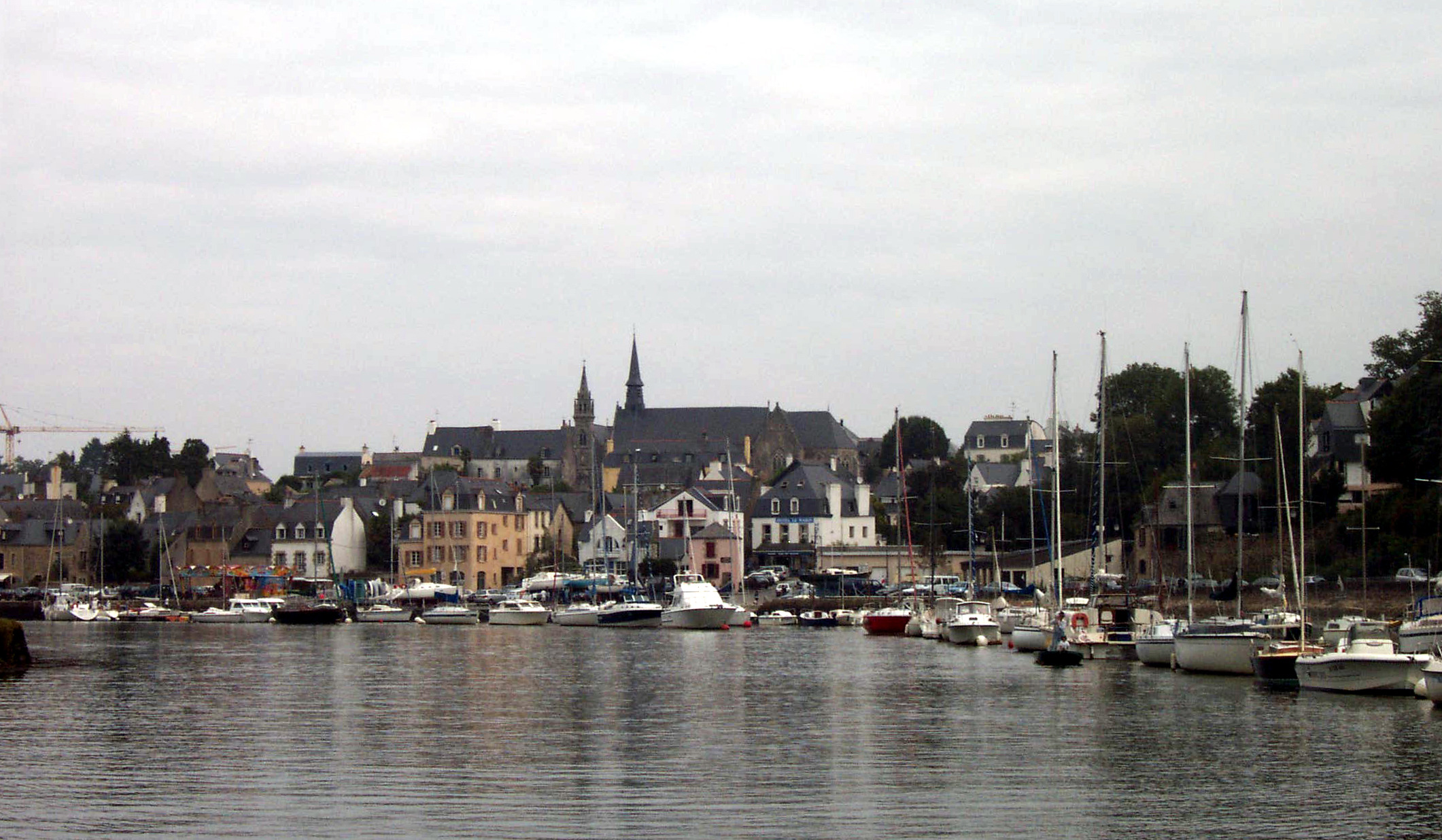
サン＝グスタン港
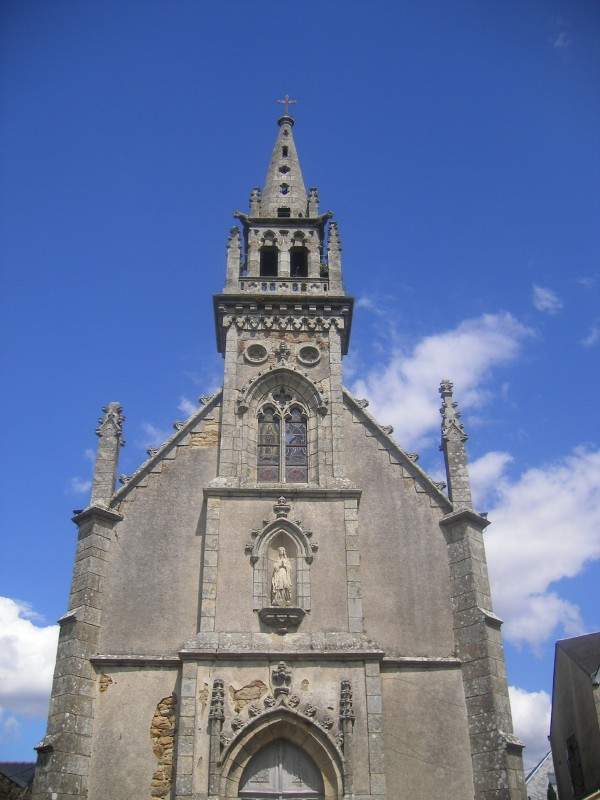
19世紀にできたノートルダム・ド・ルルド・ドーレー礼拝堂